# گربه و قناری (فیلم ۱۹۲۷)
گربه و قناری (انگلیسی: The Cat and the Canary) فیلمی در ژانر کمدی ترسناک و معمایی به کارگردانی پل لنی است که در سال ۱۹۲۷ منتشر شد.

## بازیگران
- لورا لا پلانت
- فورست استنلی
- کریتن هالی
- فلورا فینچ
- گرترود آستور
- آرتور ادموند کرو
- جرج سیگمن
- مارتا ماتوکس